# 2016-os San Juan-i műugró-Grand Prix-verseny
A Nemzetközi Úszószövetség (FINA) 2016-ban a 22. alkalommal rendezte meg március 31. és április 3. között a műugró-Grand Prix-versenysorozatot, melynek harmadik állomása a Puerto Ricó-i San Juan volt.

## Eredmények

### Éremtáblázat
| #        | nemzet        | arany | ezüst | bronz | összesen |
| 1        | Kína          | 5     | 1     | 2     | 8        |
| 2        | USA           | 1     | 2     | 1     | 4        |
| 3        | Kanada        | 1     | 1     | 2     | 4        |
| 4        | Franciaország | 1     | 0     | 1     | 2        |
| 5        | Németország   | 0     | 2     | 1     | 3        |
| 6        | Hollandia     | 0     | 1     | 0     | 1        |
| 6        | Puerto Rico   | 0     | 1     | 0     | 1        |
| 8        | Magyarország  | 0     | 0     | 1     | 1        |
| összesen | összesen      | 8     | 8     | 8     | 24       |

### Éremszerzők
| versenyszám   | arany                                                   | ezüst                             | bronz                           |
| férfiak       |                                                         |                                   |                                 |
| 3 m           | Matthieu Rosset                                         | Troy Dumais                       | Michael Hixon                   |
| 3 m szinkron  | François Imbeau-Dulac / Philippe Gagné                  | Patrick Hausding / Stephan Feck   | Matthieu Rosset / Antoine Catel |
| 10 m          | Lien Csün-csie (Lian Junjie)                            | Rafael Quintero Diaz              | Hszü Cö-vej (Xu Zewei)          |
| 10 m szinkron | Haj Hsziao-hu (Tai Xiaohu) / Hszü Cö-vej (Xu Zewei)     | Vincent Riendeau / Philippe Gagné | Dominik Stein / Timo Barthel    |
| nők           |                                                         |                                   |                                 |
| 3 m           | Vu Csun-ting (Wu Chunting)                              | Abigail Johnston                  | Hszü Cse-huan (Xu Zhihuan)      |
| 3 m szinkron  | Csen Csia-jü (Chen Jiayu) / Ho Hsziao-csie (He Xiaojie) | Inge Jansen / Uschi Freitag       | Jennifer Abel / Pamela Ware     |
| 10 m          | Samantha Bromberg                                       | Li Csin-ming (Li Jinming)         | Celina Toth                     |
| 10 m szinkron | Szo Mi-ja (Suo Miya) / Ting Ja-jing (Ding Yaying)       | Maria Kurjo / My Phan             | Reisinger Zsófia / Kormos Villő |

## A versenyen részt vevő nemzetek
A Grand Prix-n 13 nemzet 83 sportolója – 43 férfi és 40 nő – vett részt, az alábbi megbontásban:
| Részt vevő nemzetek férfi / nő megbontásban | Részt vevő nemzetek férfi / nő megbontásban | Részt vevő nemzetek férfi / nő megbontásban | Részt vevő nemzetek férfi / nő megbontásban | Részt vevő nemzetek férfi / nő megbontásban | Részt vevő nemzetek férfi / nő megbontásban | Részt vevő nemzetek férfi / nő megbontásban | Részt vevő nemzetek férfi / nő megbontásban | Részt vevő nemzetek férfi / nő megbontásban |
| ------------------------------------------- | ------------------------------------------- | ------------------------------------------- | ------------------------------------------- | ------------------------------------------- | ------------------------------------------- | ------------------------------------------- | ------------------------------------------- | ------------------------------------------- |
| nemzet                                      | F                                           | N                                           | nemzet                                      | F                                           | N                                           | nemzet                                      | F                                           | N                                           |
| Ausztrália                                  | 0                                           | 3                                           | Hollandia                                   | 0                                           | 2                                           | Örményország                                | 2                                           | 0                                           |
| Ausztria                                    | 2                                           | 0                                           | Kanada                                      | 7                                           | 6                                           | Puerto Rico                                 | 1                                           | 0                                           |
| Chile                                       | 2                                           | 0                                           | Kína                                        | 7                                           | 7                                           | Svájc                                       | 2                                           | 1                                           |
| Egyesült Királyság                          | 1                                           | 2                                           | Magyarország                                | 0                                           | 3                                           | Svédország                                  | 1                                           | 2                                           |
| Egyiptom                                    | 2                                           | 2                                           | Németország                                 | 6                                           | 6                                           | Ukrajna                                     | 0                                           | 2                                           |
| Franciaország                               | 4                                           | 1                                           | Olaszország                                 | 2                                           | 0                                           | USA                                         | 4                                           | 3                                           |

F = férfi, N = nő

## Versenyszámok

### Férfiak

#### 3 méteres műugrás
| #  | Ország        | Név                             | Selejtező | Selejtező | Középdöntő | Középdöntő | Középdöntő | Középdöntő | Döntő   | Döntő  |
| #  | Ország        | Név                             | Selejtező | Selejtező | A          | A          | B          | B          | Döntő   | Döntő  |
| #  | Ország        | Név                             | Rangsor   | Pontok    | Rangsor    | Pontok     | Rangsor    | Pontok     | Rangsor | Pontok |
| -- | ------------- | ------------------------------- | --------- | --------- | ---------- | ---------- | ---------- | ---------- | ------- | ------ |
|    | Franciaország | Matthieu Rosset                 | 2         | 400,85    | 2          | 398,30     |            |            | 1       | 457,30 |
|    | USA           | Troy Dumais                     | 3         | 396,80    |            |            | 3          | 406,60     | 2       | 441,20 |
|    | USA           | Michael Hixon                   | 5         | 370,25    |            |            | 2          | 418,30     | 3       | 412,30 |
| 4  | Kanada        | Peter Thach Mai                 | 6         | 337,65    | 3          | 327,00     |            |            | 4       | 399,60 |
| 5  | Kína          | Peng Csien-feng (Peng Jianfeng) | 1         | 411,05    |            |            | 1          | 419,80     | 5       | 388,70 |
| 6  | Kína          | Szun Cse-ji (Sun Zhiyi)         | 4         | 392,20    | 1          | 452,00     |            |            | 6       | 379,50 |
|    |               |                                 |           |           |            |            |            |            |         |        |
| 7  | Franciaország | Alexis Jandard                  | 9         | 316,60    |            |            | 4          | 330,90     |         |        |
| 8  | Chile         | Donato Neglia                   | 8         | 321,05    | 4          | 325,40     |            |            |         |        |
| 9  | Svájc         | Guillaume Dutoit                | 10        | 298,40    | 5          | 323,00     |            |            |         |        |
| 10 | Kanada        | Ryan Grover                     | 7         | 327,05    |            |            | 5          | 319,45     |         |        |
| 11 | Svájc         | Fabian Stepinski                | 11        | 290,70    |            |            | 6          | 314,85     |         |        |
| 12 | Chile         | Diego Carquin                   | 12        | 254,45    | 6          | 282,40     |            |            |         |        |

#### 3 méteres szinkronugrás
| # | Ország        | Név                                                     | Pontok |
| - | ------------- | ------------------------------------------------------- | ------ |
|   | Kanada        | François Imbeau-Dulac / Philippe Gagné                  | 418,68 |
|   | Németország   | Patrick Hausding / Stephan Feck                         | 414,63 |
|   | Franciaország | Matthieu Rosset / Antoine Catel                         | 408,63 |
| 4 | Kína          | Hszü Cö-vej (Xu Zewei) / Liu Cseng-ming (Liu Chengming) | 407,85 |
| 5 | Ausztria      | Constantin Blaha / Fabian Brandl                        | 352,26 |
| 6 | Olaszország   | Giovanni Tocci / Andrea Chiarabini                      | 340,14 |
| 7 | Egyiptom      | Mohymen Mohab Mohymen Ishak Ahmed / Youssef Amr Ezzat   | DNS    |
|   | Németország   | Martin Wolfram / Sascha Klein                           | DNS    |

#### 10 méteres toronyugrás
| #  | Ország             | Név                          | Selejtező | Selejtező | Középdöntő | Középdöntő | Középdöntő | Középdöntő | Döntő   | Döntő   |
| #  | Ország             | Név                          | Selejtező | Selejtező | A          | A          | B          | B          | Döntő   | Döntő   |
| #  | Ország             | Név                          | Rangsor   | Pontok    | Rangsor    | Pontok     | Rangsor    | Pontok     | Rangsor | Pontok  |
| -- | ------------------ | ---------------------------- | --------- | --------- | ---------- | ---------- | ---------- | ---------- | ------- | ------- |
|    | Kína               | Lien Csün-csie (Lian Junjie) | 1         | 462,25    |            |            | 1          | 476,50     | 1       | 477,20  |
|    | Puerto Rico        | Rafael Quintero Diaz         | 3         | 389,25    |            |            | 2          | 447,15     | 2       | 467,50  |
|    | Kína               | Hszü Cö-vej (Xu Zewei)       | 2         | 446,20    | 1          | 426,30     |            |            | 3       | 426,80  |
| 4  | USA                | Jordan Windle                | 8         | 329,35    | 2          | 402,20     |            |            | 4       | 386,60  |
| 5  | Svédország         | Jesper Tolvers               | 6         | 370,90    | 3          | 386,40     |            |            | 5       | 384,70  |
| 6  | USA                | David Dinsmore               | 5         | 376,40    |            |            | 3          | 403,50     | 6       | 383,500 |
|    |                    |                              |           |           |            |            |            |            |         |         |
| 7  | Franciaország      | Alexis Jandard               | 10        | 318,95    | 4          | 379,90     |            |            |         |         |
| 8  | Egyesült Királyság | Matthew Lee                  | 4         | 378,65    | 5          | 361,30     |            |            |         |         |
| 9  | Kanada             | Alexandre Corriveau          | 11        | 295,45    |            |            | 4          | 343,25     |         |         |
| 10 | Kanada             | Ethan Pitman                 | 7         | 337,45    |            |            | 5          | 338,80     |         |         |
| 11 | Franciaország      | Loïs Szymczak                | 9         | 326,40    |            |            | 6          | 309,40     |         |         |

#### 10 méteres szinkronugrás
| # | Ország       | Név                                                 | Pontok |
| - | ------------ | --------------------------------------------------- | ------ |
|   | Kína         | Haj Hsziao-hu (Tai Xiaohu) / Hszü Cö-vej (Xu Zewei) | 461,58 |
|   | Kanada       | Vincent Riendeau / Philippe Gagné                   | 411,48 |
|   | Németország  | Dominik Stein / Timo Barthel                        | 395,37 |
| 4 | Örményország | Vladimir Harutyunyan / Lev Sargsyan                 | 358,20 |
|   | Németország  | Patrick Hausding / Sascha Klein                     | DNS    |

### Nők

#### 3 méteres műugrás
| #  | Ország             | Név                        | Selejtező | Selejtező | Középdöntő | Középdöntő | Középdöntő | Középdöntő | Döntő   | Döntő  |
| #  | Ország             | Név                        | Selejtező | Selejtező | A          | A          | B          | B          | Döntő   | Döntő  |
| #  | Ország             | Név                        | Rangsor   | Pontok    | Rangsor    | Pontok     | Rangsor    | Pontok     | Rangsor | Pontok |
| -- | ------------------ | -------------------------- | --------- | --------- | ---------- | ---------- | ---------- | ---------- | ------- | ------ |
|    | Kína               | Vu Csun-ting (Wu Chunting) | 1         | 324,45    |            |            | 1          | 339,90     | 1       | 338,30 |
|    | USA                | Abigail Johnston           | 5         | 280,75    |            |            | 3          | 288,45     | 2       | 310,90 |
|    | Kína               | Hszü Cse-huan (Xu Zhihuan) | 2         | 316,80    | 1          | 306,00     |            |            | 3       | 295,10 |
| 4  | Egyesült Királyság | Rebecca Gallantree         | 3         | 296,10    |            |            | 2          | 295,95     | 4       | 290,10 |
| 5  | Kanada             | Melissa Citrini-Beaulieu   | 10        | 151,50    | 2          | 279,40     |            |            | 5       | 229,20 |
| 6  | Ausztrália         | Georgia Sheehan            | 4         | 287,20    | 3          | 278,40     |            |            | 6       | 225,00 |
|    |                    |                            |           |           |            |            |            |            |         |        |
| 7  | USA                | Kassidy Cook               | 6         | 271,30    | 4          | 276,20     |            |            |         |        |
| 8  | Svájc              | Jessica Favre              | 9         | 221,00    |            |            | 4          | 264,15     |         |        |
| 9  | Kanada             | Olivia Chamandy            | 8         | 221,35    | 5          | 220,60     |            |            |         |        |
| 10 | Franciaország      | Clara Della Vedova         | 7         | 233,50    |            |            | 5          | 218,85     |         |        |

#### 3 méteres szinkronugrás
| # | Ország       | Név                                                     | Pontok |
| - | ------------ | ------------------------------------------------------- | ------ |
|   | Kína         | Csen Csia-jü (Chen Jiayu) / Ho Hsziao-csie (He Xiaojie) | 314,40 |
|   | Hollandia    | Inge Jansen / Uschi Freitag                             | 299,10 |
|   | Kanada       | Jennifer Abel / Pamela Ware                             | 285,24 |
| 4 | Németország  | Louisa Stawczynski / Saskia Oettinghaus                 | 271,41 |
| 5 | Magyarország | Kormos Villő / Gondos Flóra                             | 260,97 |
| 6 | Egyiptom     | Habiba Ashraf Kamal / Maha Mohamed Abdel Salam          | 243,99 |

#### 10 méteres toronyugrás
| # | Ország             | Név                        | Selejtező | Selejtező | Középdöntő | Középdöntő | Középdöntő | Középdöntő | Döntő   | Döntő  |
| # | Ország             | Név                        | Selejtező | Selejtező | A          | A          | B          | B          | Döntő   | Döntő  |
| # | Ország             | Név                        | Rangsor   | Pontok    | Rangsor    | Pontok     | Rangsor    | Pontok     | Rangsor | Pontok |
| - | ------------------ | -------------------------- | --------- | --------- | ---------- | ---------- | ---------- | ---------- | ------- | ------ |
|   | USA                | Samantha Bromberg          | 2         | 324,60    | 2          | 281,70     |            |            | 1       | 327,8  |
|   | Kína               | Li Csin-ming (Li Jinming)  | 4         | 295,10    | 1          | 294,00     |            |            | 2       | 323,60 |
|   | Kanada             | Celina Toth                | 3         | 296,30    |            |            | 3          | 306,25     | 3       | 303,50 |
| 4 | Egyesült Királyság | Sarah Barrow               | 7         | 247,60    |            |            | 2          | 309,40     | 4       | 263,70 |
| 5 | Ausztrália         | Brittany O’Brien           | 6         | 251,75    | 3          | 264,70     |            |            | 5       | 259,20 |
| 6 | Ausztrália         | Brittany Broben            | 5         | 283,05    |            |            | 4          | 275,25     | 6       | 253,00 |
|   |                    |                            |           |           |            |            |            |            |         |        |
| 7 | Kína               | Ting Ja-jing (Ding Yaying) | 1         | 326,95    |            |            | 1          | 362,25     |         |        |
| 8 | Kanada             | Elena Dick                 | 8         | 164,95    | 4          | 233,80     |            |            |         |        |

#### 10 méteres szinkronugrás
| # | Ország       | Név                                               | Pontok |
| - | ------------ | ------------------------------------------------- | ------ |
|   | Kína         | Szo Mi-ja (Suo Miya) / Ting Ja-jing (Ding Yaying) | 341,04 |
|   | Németország  | Maria Kurjo / My Phan                             | 294,33 |
|   | Magyarország | Reisinger Zsófia / Kormos Villő                   | 283,86 |
| 4 | Ukrajna      | Viktorija Szafonova / Hanna Krasznoslik           | 273,81 |
| 5 | Svédország   | Isabelle Svantesson / Ellen Ek                    | 205,80 |
| 6 | Németország  | Christina Wassen / Tina Punzel                    | 283,14 |